# Peter Bauer (Politiker)

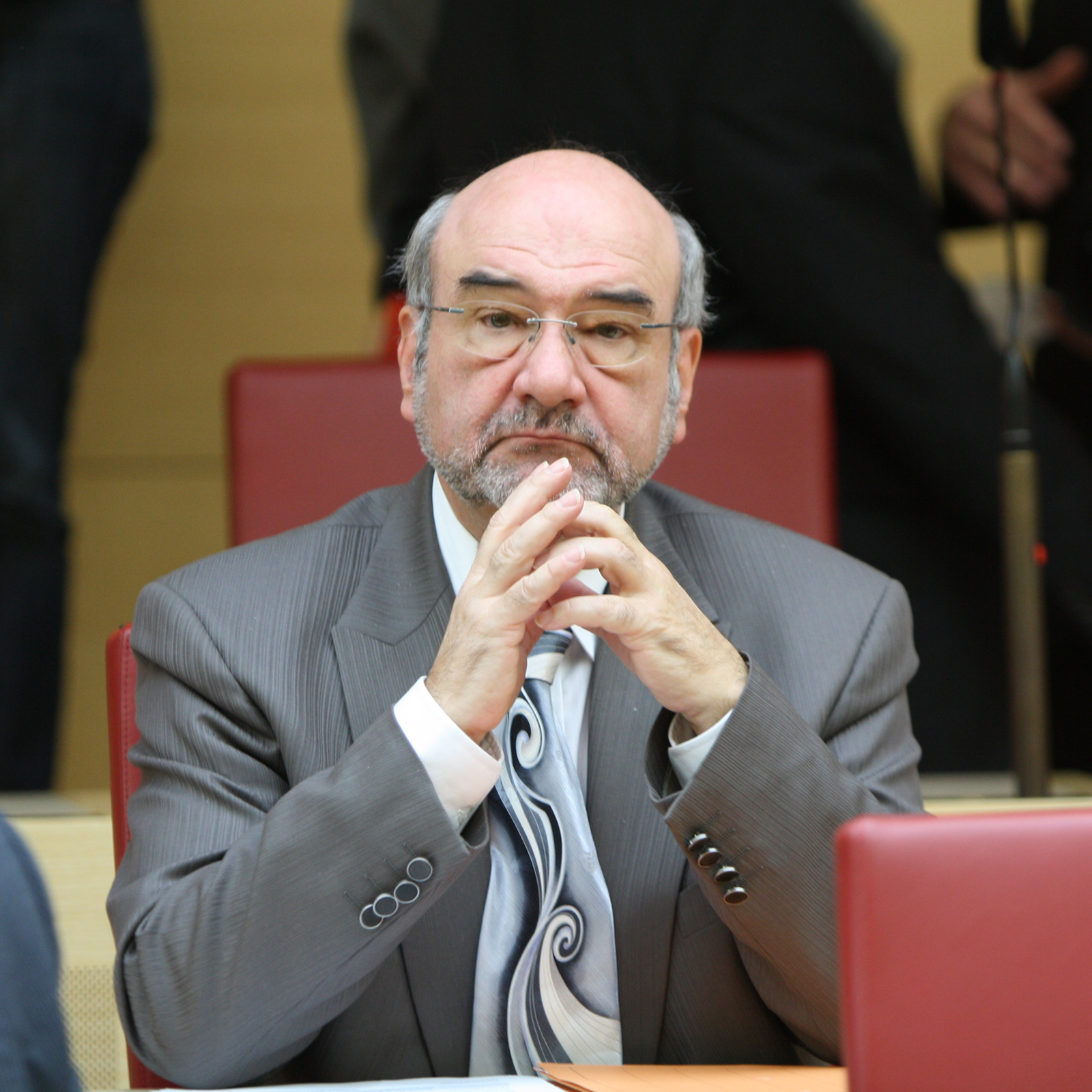
Peter Bauer (November 2011)

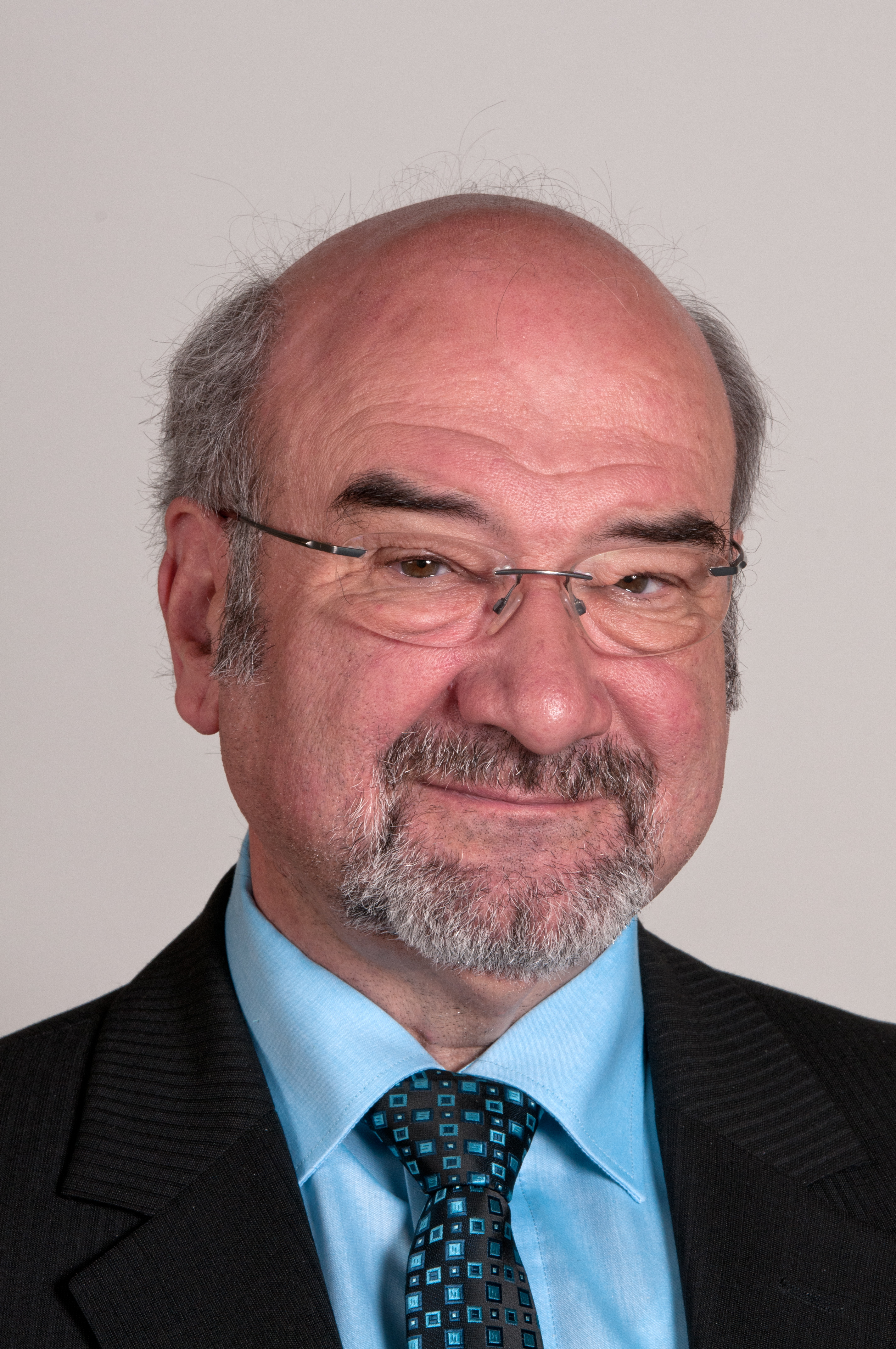
Peter Bauer 2012

Peter Bauer (* 10. März 1949 in Schönwald/Oberfranken) ist ein deutscher Kommunal- und Landespolitiker (Freie Wähler) und Zahnmediziner. Von 2008 bis 2023 gehörte er als Abgeordneter dem Bayerischen Landtag an.

## Leben
Er verbrachte seine Kindheit in Schwandorf, nach dem Abitur am Kepler-Gymnasium in Weiden studierte er zwei Jahre Pharmazie und bis 1979 Chemie, Biologie und Zahnmedizin als Konrad-Adenauer-Stipendiat an der Friedrich-Alexander-Universität in Erlangen. 1980 promovierte er am Institut für Rechtsmedizin an der Universität Erlangen zum Dr. med. dent. Anschließend war er an der Zahn-Mund-Kiefer-Klinik in Erlangen Akademischer Rat. Seit 1982 ist er selbstständiger Zahnarzt. Über ein wissenschaftliches Projekt der Vereinten Nationen habilitierte er 1989/1990 an der Universidad Nacional Federico Villareal in Lima/Peru und war dort als Professor für Odontologie tätig.
Bauer trat 1987 den Freien Wählern bei und war zwölf Jahre lang Gemeinderat in Sachsen bei Ansbach, davon sechs Jahre Stellvertreter des Bürgermeisters. Bei der Landtagswahl 2008 kandidierte er im Stimmkreis Ansbach-Nord und wurde über die Bezirksliste Mittelfranken in den Landtag gewählt. Bei den Landtagswahlen am 15. September 2013 und am 14. Oktober 2018 wurde er jeweils über die Wahlkreisliste von Mittelfranken wieder gewählt und erhielt von allen fränkischen FW-Kandidaten die meisten Stimmen.
Er war Sprecher für Pflege, „Frankensprecher“ und Mitglied  des Ausschusses für Gesundheit und Pflege im Bayerischen Landtag der Freie Wähler Landtagsfraktion.
Am 27. November 2018 wurde er von Ministerpräsident Markus Söder kommissarisch zum „Patienten- und Pflegebeauftragten der Bayerischen Staatsregierung“ berufen. Des Weiteren ist Bauer stellvertretender Kreisvorsitzender des Bayerischen Roten Kreuzes im Kreisverband Ansbach.
Nach der bayerischen Landtagswahl 2018 wurde Peter Bauer Mitglied im siebenköpfigen Sondierungs- als auch Koalitionsverhandlungsteam für die Freien Wähler, um für eine Koalition aus CSU und Freien Wählern zu verhandeln.
Zur Landtagswahl 2023 trat er nicht erneut an. 2023 wurde ihm der Bayerische Verfassungsorden verliehen.
Peter Bauer ist römisch-katholisch, verheiratet, hat einen erwachsenen Sohn und einen Enkel. In seiner Freizeit beschäftigt er sich mit Kultur, klassischer Musik und Literatur.

## Politische Schwerpunkte
- Grundlegende Reform der Kranken-, Pflege- und Rentenversicherung
- Konzept der Sozialen Gesundheitsversicherung als Basismodell
- Sicherung der wohnortnahen ambulanten und stationären ärztlichen Versorgung
- Verbesserung der ambulanten Pflege
- Angemessene Honorierung ärztlicher- und pflegerischer Leistungen
- Weiterentwicklung der fränkischen Heimatregionen mit passgenauer Struktur- und Wirtschaftspolitik
- Wissenschaft und Kunst müssen auch in Franken einen hohen Stellenwert behalten und verstärkt gefördert werden